# Alexandra Romanowa (Leichtathletin)
Alexandra Walerjewna Romanowa (russisch Александра Валерьевна Романова, engl. Transkription Aleksandra Romanova; * 26. Dezember 1990 in Schachtinsk, Kasachische SSR, UdSSR als Alexandra Kusina russisch Кузина, engl. Transkription Kuzina) ist eine ehemalige kasachische Hürdenläuferin, die sich auf die 400-Meter-Distanz spezialisiert hat.

## Sportliche Laufbahn
Erste Erfahrungen bei internationalen Meisterschaften sammelte Alexandra Romanowa im Jahr 2011, als sie bei den Asienmeisterschaften in Kōbe in 57,86 s den sechsten Platz im 400-Meter-Hürdenlauf belegte und mit der kasachischen 4-mal-400-Meter-Staffel ursprünglich die Goldmedaille gewann, welche ihr aber wegen eines Dopingvergehens ihrer Mitstreiterin Olga Tereschkowa wieder aberkannt wurde. Anschließend startete sie bei der Sommer-Universiade in Shenzhen, bei der sie mit 61,05 s in der ersten Runde ausschied. Anschließend nahm sie mit der Staffel an den Weltmeisterschaften in Daegu teil, konnte dort ihr Rennen in der Vorrunde aber nicht beenden. Im Jahr darauf erreichte sie bei den Hallenasienmeisterschaften in Hangzhou in 55,96 s Rang vier im 400-Meter-Lauf und gewann mit der Staffel in 3:44,85 min die Silbermedaille hinter dem Team aus China. 2013 schied sie bei den Studentenweltspielen in Kasan mit 60,27 s in der ersten Runde aus und 2015 belegte sie bei den Asienmeisterschaften in Wuhan in 58,03 s den fünften Platz. Zudem gewann sie dort in 3:35,14 min gemeinsam mit Elina Michina, Julija Rachmanowa und Anastassija Kudinowa die Bronzemedaille hinter den Teams aus der Volksrepublik China und Indien. Anschließend schied sie bei der Sommer-Universiade in Gwangju mit 60,52 s im Vorlauf über 400 m Hürden aus. Im Jahr darauf nahm sie über diese Distanz an den Olympischen Sommerspielen in Rio de Janeiro teil und schied dort mit 59,36 s in der ersten Runde aus. 2017 bestritt sie ihre letzten offiziellen Wettkämpfe und beendete daraufhin ihre aktive sportliche Karriere im Alter von 26 Jahren.
2016 2012 wurde Romanowa kasachische Meisterin im 400-Meter-Hürdenlauf sowie in der 4-mal-400-Meter-Staffel. Zudem wurde sie 2012 Hallenmeisterin in der 4-mal-400-Meter-Staffel.

## Persönliche Bestzeiten
- 400 Meter: 53,79 s, 18. Juni 2011 in Almaty
  - 400 Meter (Halle): 55,67 s, 27. Januar 2012 in Qaraghandy
- 400 m Hürden: 55,95 s, 10. Juni 2016 in Taschkent